# Réseau des trains de l'agglomération de Durban
 (février 2024).
Si vous disposez d'ouvrages ou d'articles de référence ou si vous connaissez des sites web de qualité traitant du thème abordé ici, merci de compléter l'article en donnant les références utiles à sa vérifiabilité et en les liant à la section « Notes et références ».
Le Réseau des trains de l'agglomération de Durban, dit Metrorail KwaZulu-Natal, est un réseau de transport en commun ferroviaire desservant Durban et son agglomération dont la plupart des lignes desservent la gare de Durban (en).

## Réseau

### Présentation
| Ligne                | Terminus (en dehors de Durban) | Longueur | Stations | Tracé |
| -------------------- | ------------------------------ | -------- | -------- | ----- |
| South Coast Line     | Kelso                          |          | 28       |       |
| Bluff Line           | Wests, Umlazi                  |          | 20       |       |
| New Main Line        | Cato Ridge                     |          | 23       |       |
| Old Main Line        | Pinetown                       |          | 17       |       |
| North Coast Line     | Stanger, Berea Road            |          | 29       |       |
| kwaMashu–Umlazi Line | kwaMashu, Umlazi               |          | 22       |       |
| Chatsworth Line      | Crossmoor                      |          | 14       |       |